# Emmerich Kálmán

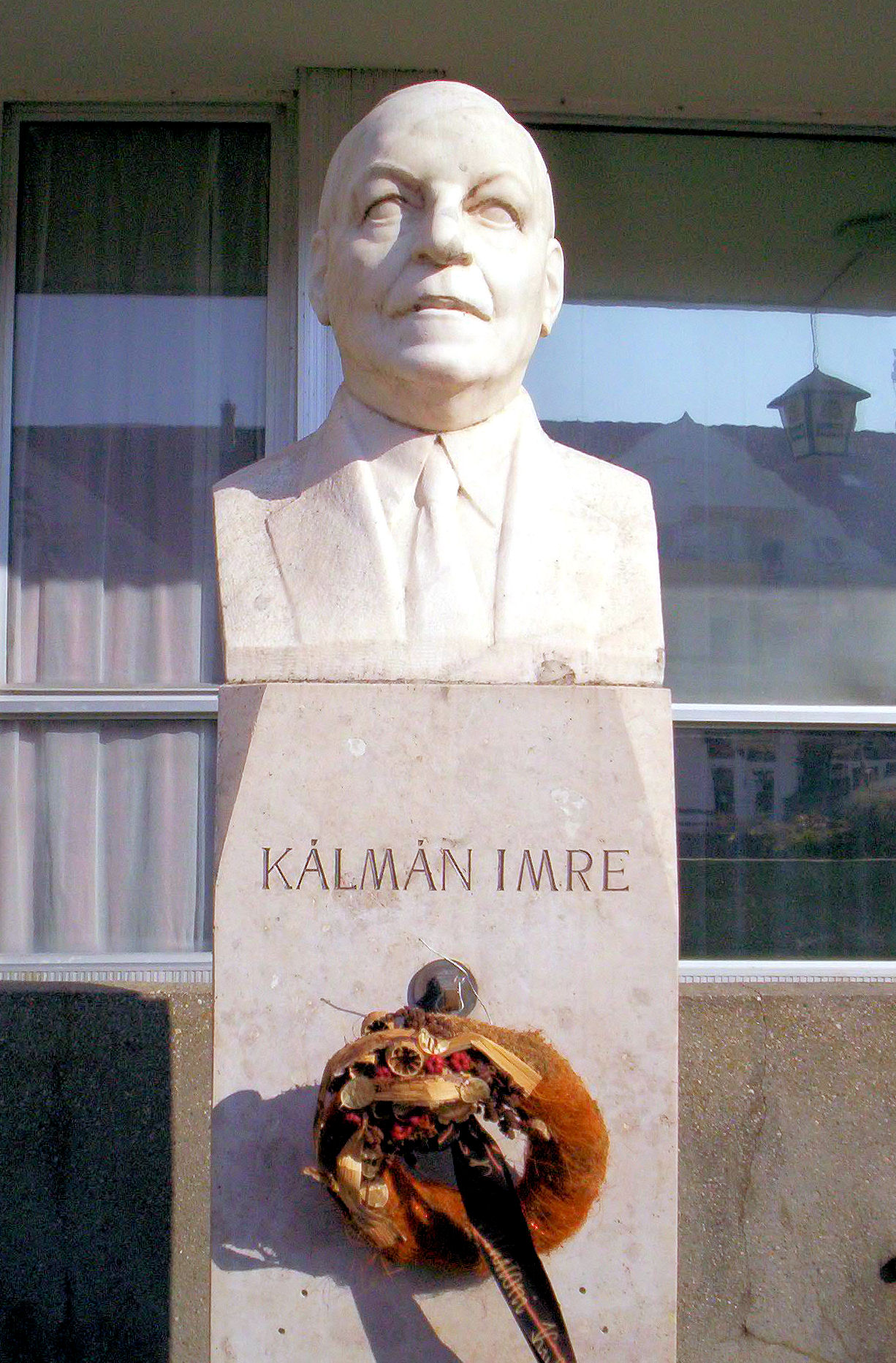
Buste van Kálmán in Siófok, Hongarije

Emmerich (Imre) Kálmán (Siófok (Oostenrijk-Hongarije), 24 oktober 1882 - Parijs, 30 oktober 1953) was een Hongaarse componist van hoofdzakelijk operettes.
Kálmán studeerde in Boedapest eerst rechten en dan muziek aan de Ferenc Liszt-Akademie voor muziek. Ziekte aan zijn rechterhand belette hem om concertpianist te worden. Kálmáns medestudenten aan het conservatorium van Boedapest waren Béla Bartók en Zoltán Kodály. In eerste instantie gingen zijn muziekontwikkelingen in de richting van het combineren van melodieën van zijn geboorteland met de eisen van de Weense wals, net als Lehár deed. Zo werd hij muziekcriticus en componeerde hij liederen, pianowerken en symfonieën. Zijn eerste operette Tatárjárás, die in Boedapest in 1908 in première ging, was een groot succes. Hij verhuisde vervolgens naar Wenen. Daar had hij groot succes met zijn operettes.
Tussen de twee wereldoorlogen was Kálmáns muziek net zo populair als die van Lehár en Johann Strauss jr. De operette Die Csárdásfürstin (1915) is zijn bekendste. In tegenstelling tot de meeste operettes, waarin de toehoorder al in de loop van de tweede akte (een operette heeft meestal drie aktes) weet wie met wie trouwt, is dit in deze operette pas duidelijk in de laatste minuut. Het libretto, dat geschreven werd door de bekende librettisten Leo Stein en Béla Jenbach is beroemd om zijn compactheid en humor. De nazi’s dachten Kálmán, die Joods was, een plezier te doen door hem Arisch erestaatsburgerschap aan te bieden, maar hij verkoos in 1938 naar Parijs te verhuizen en vandaar naar de Verenigde Staten te emigreren. In de Verenigde Staten ontpopte hij zich tot dirigent en componist van muziek in een meer Amerikaans idioom. Ten aanzien van de Entartete Musik waren de nazi’s in zoverre flexibel dat muziek die door Joden was gecomponeerd, maar hun goedkeuring kon wegdragen, niets in de weg gelegd werd. Eenzelfde lot verdiende Lehárs Die lustige Witwe, waarvan het libretto oorspronkelijk door de joodse librettisten geschreven was. In 1934 werd door UFA, een Duits equivalent van MGM, een filmversie van Die Csárdásfürstin gemaakt die supervisie kreeg van Joseph Goebbels. Na deze succesvolle film werden Kálmáns werken echter geboycot. In 1942 deed hij afstand van zijn Hongaars staatsburgerschap omdat Hongarije zich lieerde met Hitlers Duitsland. Na de Tweede Wereldoorlog koos hij Parijs als zijn residentie. Hoewel hij in 1949 nog in Oostenrijk kwam, gaf hij er toch de voorkeur aan in Parijs te blijven wonen.
Emmerich Kálmán stierf in 1953. Zijn laatste werk Arizona-Lady werd door zijn zoon Charles voltooid en ging in 1954 in Bern in première. Samen met Franz Lehár geldt hij als de stichter van de zogenaamde 'zilveren' operettestijl van het interbellum.

## Operettes van Emmerich Kálmán
- Tatájárás (1908)
- Ein Herbstmanöver (1909)
- Der Zigeunerprimas (1912)
- Die Csárdásfürstin (1915)
- Die Faschingsfee (1917)
- Das Hollandweibchen (1920)
- Die Bajadere (1921)
- Gräfin Mariza (1924)
- Die Zirkusprinzessin (1926)
- Die Herzogin von Chicago (1928)
- Das Veilchen von Montmartre (1930)
- Arizona lady (1954)

- Bibsys: 90576928
- Biblioteca Nacional de España: XX1470012
- Bibliothèque nationale de France: cb138958305 (data)
- Catàleg d'autoritats de noms i títols de Catalunya: 981058517024906706
- CiNii: DA00635137
- Gemeinsame Normdatei: 118559605
- International Standard Name Identifier: 0000 0001 1051 6471
- Library of Congress Control Number: n79074231
- Nationale Bibliotheek van Letland: 000037526
- MusicBrainz: 636ae5e2-15df-4046-8ba1-c30da6365447
- Bibliotheek van het Japanse parlement: 01031852
- Nationale Bibliotheek van Tsjechië: jn19990210326
- Nationale bibliotheek van Australië: 35733764
- Nationale Bibliotheek van Israël: 987007263427805171
- Nationale Bibliotheek van Polen: a0000002264520
- Nationale en Universitaire bibliotheek Zagreb: 000054177
- Nederlandse Thesaurus van Auteursnamen: 073165808
- PIC: 337306
- Réseau des bibliothèques de Suisse occidentale: 02-A000100917
- LIBRIS: 69340
- SNAC: w6st80h0
- Système universitaire de documentation: 157761614
- Trove: 1062973
- Virtual International Authority File: 32183649
- WorldCat: E39PBJrrvRgKwYjX3CBydmHwG3